# Макнилл, Дон
Уильям Дональд (Дон) Макнилл (англ. William Donald 'Don' McNeill; 30 апреля 1918, Чикашей, Оклахома — 28 ноября 1996, Веро-Бич, Флорида) — американский теннисист-любитель. Четырёхкратный победитель турниров Большого шлема в одиночном и мужском парном разрядах, двукратный чемпион США среди студентов, первая ракетка США в 1940 году, член Международного зала теннисной славы с 1965 года.

## Биография
Дон Макнилл, уроженец Оклахомы, выигрывал чемпионат штата по теннису в парном разряде в 1933—1935 годах, а в последние два года добавлял к этому титулу звание чемпиона штата в одиночном разряде. В 1937 году он впервые вошёл в десятку сильнейших теннисистов-любителей США согласно внутреннему рейтингу Ассоциации лаун-тенниса Соединённых Штатов (USTA), а в 1938 году выиграл свой первый крупный национальный турнир, став чемпионом США в помещениях. В финале этого турнира, проходившего в Нью-Йорке, Макнилл победил Фрэнка Боудена.
Вскоре после этого Макнилл, учившийся в Кеньон-колледже (Огайо), вместе с ещё четырьмя теннисистами-любителями был приглашён Федерацией лаун-тенниса Индии принять участие в показательном турне по Азии. В ходе этого турне американские игроки выступали в Иокогаме, Гонконге, Шанхае, Сингапуре и Калькутте. Затем Макнилл принял участие в турнирах Большого шлема 1939 года в Европе. На чемпионате Франции он в пятисетовом поединке победил хозяина корта Бернара Дестремо, а затем вторую ракетку турнира Франьо Пунчеца из Югославии, в финале встретившись со своим соотечественником — посеянным под первым номером Бобби Риггсом. В финале Макнилл не только не отдал Риггсу ни одного сета, но и обыграл его во втором сете всухую, став вторым в истории американцем, выигравшим чемпионат Франции (после Дона Баджа, добившегося этого в 1938 году). Макнилл и ещё один американский теннисист Чарльз Харрис также выиграли чемпионат Франции в парном разряде, в финале победив знаменитую местную пару Жан Боротра-Жак Брюньон.
После чемпионата Франции Макнилл рано выбыл из борьбы на Уимблдонском турнире, но завоевал All-England Plate — приз, за который имели право бороться теннисисты, проигравшие в первых кругах основного турнира. Вернувшись в США, он закончил сезон победами в престижном Пригласительном турнире казино в Ньюпорте и в чемпионате США среди студентов. По итогам года он был поставлен на седьмое место в списке десяти сильнейших теннисистов мира, традиционно составляемом обозревателями газеты Daily Telegraph; после этого, однако, составление рейтинга было прекращено на годы войны. На следующий год Макнилл добился редкого результата, выиграв как национальное первенство (снова победив в финале Риггса, а в полуфинале — Джека Креймера), так и студенческий чемпионат США. Помимо него, это достижение повторил только Тед Шрёдер в 1942 году. Этот сезон он окончил на первом месте во внутреннем рейтинге USTA.
После вступления Соединённых Штатов во Вторую мировую войну Макнилл был призван в ВМС США и прикомандирован к посольству в Буэнос-Айресе в качестве помощника военного атташе. За время службы там он успел выиграть чемпионат Аргентины по теннису 1942 года, а через год отстоял этот титул, победив в финале Панчо Сегуру. В 1944 году, находясь в отпуске, Макнилл принял участие в очередном чемпионате США и завоевал чемпионское звание в паре с Бобом Фалкенбургом, а также дошёл до финала в миксте.
После увольнения из вооружённых сил Макнилл продолжал участвовать в любительских теннисных турнирах и в 1946 году дошёл до финала чемпионата США в мужских парах (решающий, пятый сет этого матча длился 50 минут и закончился со счётом 20-18 в пользу чемпионов, причём Макнилл и его партнёр Фрэнк Гернси не реализовали в нём семь матч-болов). В 1950 году Макнилл вторично завоевал титул чемпиона страны в помещениях. Между 1937 и 1946 годами он в общей сложности 6 раз попадал в десятку сильнейших теннисистов США, и в 1965 году его имя было включено в списки Национального (позже Международного) зала теннисной славы. Макнилл также является членом Зала спортивной славы Оклахомы (с 2000 года).
Выступая в теннисных турнирах как любитель, своей основной профессией Дон Макнилл избрал рекламу и три десятилетия после войны занимал административный пост в отделе рекламы. В последние годы жизни он часто болел и умер в 1996 году в Веро-Бич (Флорида) от осложнений после пневмонии, оставив после себя трёх дочерей и четырёх внуков.

## Участие в финалах турниров Большого шлема за карьеру

### Одиночный разряд (2-0)
| Результат | Год  | Турнир            | Покрытие | Соперник в финале | Счёт в финале           |
| --------- | ---- | ----------------- | -------- | ----------------- | ----------------------- |
| Победа    | 1939 | Чемпионат Франции | Грунт    | Бобби Риггс       | 7-5, 6-0, 6-3           |
| Победа    | 1940 | Чемпионат США     | Трава    | Бобби Риггс       | 4-6, 6-8, 6-3, 6-3, 7-5 |

### Мужской парный разряд (2-1)
| Результат | Год  | Турнир            | Покрытие | Партнёр        | Соперники в финале          | Счёт в финале             |
| --------- | ---- | ----------------- | -------- | -------------- | --------------------------- | ------------------------- |
| Победа    | 1939 | Чемпионат Франции | Грунт    | Чарльз Харрис  | Жан Боротра Жак Брюньон     | 4-6, 6-4, 6-0, 2-6, 10-8  |
| Победа    | 1944 | Чемпионат США     | Трава    | Боб Фалкенбург | Панчо Сегура Билл Талберт   | 7-5, 6-4, 3-6, 6-1        |
| Поражение | 1946 | Чемпионат США     | Трава    | Фрэнк Гернси   | Гарднар Маллой Билл Талберт | 6-3, 4-6, 6-2, 3-6, 18-20 |

### Смешанный парный разряд (0-1)
| Результат | Год  | Турнир        | Покрытие | Партнёрша    | Соперники в финале           | Счёт в финале |
| --------- | ---- | ------------- | -------- | ------------ | ---------------------------- | ------------- |
| Поражение | 1944 | Чемпионат США | Трава    | Дороти Банди | Маргарет Осборн Билл Талберт | 2-6, 3-6      |